# Threads (социальная сеть)
Threads (англ. thread — «нить») — сервис микроблогинга и социальная сеть. Принадлежит компании Meta Platforms, материнской компании Facebook и Instagram.

## История
После приобретения Twitter Илоном Маском конкуренты Twitter пытались извлечь выгоду из массового оттока пользователей. В конце 2022 года в ходе выработки стратегии по конкуренции с Twitter сотрудники Meta Platforms предложили вариант расширения функций Instagram Notes — будущего текстового сервиса Instagram, и как вариант создание отдельного приложения, ориентированного на текстовые сообщения.
Официальный релиз состоялся 5 июля 2023 года в 100 странах, включая США, Великобританию, Австралию, Канаду и Японию. За первые сутки аудитория приложения превысила 50 миллионов пользователей. 
В течение 5 дней в нём зарегистрировалось 100 млн человек, что сделало его самым быстрорастущим сообществом в истории, побив рекорд ChatGPT. Однако с 11-12 июля наметилась тенденция падения пользовательского интереса: сервис потерял 20% своей активной аудитории. Также сократилось среднее время пользователя в приложении с 20 минут до 10.
25 августа 2023 года стала доступна полноценная веб-версия сервиса, которая позволяет не только просматривать чужие профили, но также и писать сообщения, лайкать чужие посты, просматривать ленту и т. д.
В конце октября 2023 года Марк Цукерберг заявил, что месячная аудитория Threads достигла 100 млн пользователей.
В январе 2025 года сервис запустил рекламный контент. Объявления начали тестироваться на территориях Японии и США.
В апреле 2025 года соцсеть официально перешла с домена Threads.net на Threads.com, приобретенный в сентябре 2024 года.

## Функциональность
Сообщения в Threads ограничены 500 символами, при этом возможно прикрепление фото или видеозаписей длительностью до 5 минут. Регистрация на сервисе осуществляется через аккаунт в Instagram. Ввиду наплыва большого количества спам-ботов, сервис наложил ограничения на чтение постов.
В соцсети имеется кнопка редактирования постов. Изменять публикации можно неограниченное количество раз в течение первых пяти минут после публикации. История правок при этом не показывается.

## Блокировки
Россия
В Роскомнадзоре заявили, что пока не планируют блокировать Threads, несмотря на то, что это дочерняя компания Meta Platforms, которая признана в России экстремистской организацией.
При этом технически Threads блокируется в РФ, так как имеет общую серверную инфраструктуру с другими запрещёнными сервисами Meta.
Иран
Приложение заблокировано в Иране.

## Проблемы и критика
Пользователи и эксперты отметили чрезмерное сходство Threads со своим конкурентом — Twitter, признав отсутствие уникального предложения у соцсети Цукерберга. Этой причиной объяснили и резкое падение интереса после оглушительного взлета на старте. Многие пользователи сравнили Threads с ранее популярным сервисом Clubhouse, предположив, что он также быстро будет забыт.  
Threads подвергся критике за свою связь с аккаунтами Instagram. Пользователям необходимо удалить свой аккаунт Instagram, чтобы удалить аккаунт Threads.
Адам Моссери, исполнительный директор Instagram, написал на сайте Threads: 
Мы ищем способ, чтобы каждый мог удалять свой аккаунт Threads отдельно от Instagram. Чтобы прояснить ситуацию, Вы можете деактивировать свой аккаунт Threads, что скроет Ваш профиль Threads и контент; Вы можете сделать свой профиль приватным, и Вы можете удалить отдельные сообщения в Threads — всё это без удаления Вашего аккаунта Instagram.
Пользователи Threads не могут отключить отслеживание и профилирование Meta. Meta отложила свой запуск в Европейском союзе из-за законов ЕС об использовании данных, в частности Закона о цифровых рынках.
Пользователи сервисов, использующих протокол ActivityPub, таких как Mastodon, опасаются, что цель Meta при принятии протокола ActivityPub — «принять, расширить и уничтожить» его, и многие владельцы экземпляров Mastodon (провайдеры) планируют блокировать соединение экземпляра Threads с пользователями своего экземпляра. Создатель Mastodon, однако, говорит, что «если Threads откажется от ActivityPub, то мы окажемся именно там, где находимся сейчас».